# Белорусско-словацкие отношения
Белорусско-словацкие отношения — двусторонние дипломатические отношения между Белоруссией и Словакией. Отношения были установлены 14 января 1993 года.

## История

### XX в.
В начале XX века Австро-Венгерская империя (в составе которой находилась и Словакия) предоставляла политическое убежище белорусским эмигрантам из Российской империи. В это же время на территории Чехии и Словакии была создана белорусская организация «Табор».
В 1917 г. в Бобруйске был дислоцирован Чехословацкий запасной батальон.
После возникновения Чехословакии в 1918 году была создана и Белорусская Народная Республика (БНР). Белорусские политики считали, что Чехословакия могла стать посредником и защитником её интересов. Об этом свидетельствует корреспонденция и переговоры Т. Г. Масарика с Антоном Луцкевичем. Первый президент Чехословацкой республики Томаш Масарик также лично посетил Бобруйск. Чехословакия де-факто признала БНР.
В 1948 г. Чехословацкая социалистическая республика признала БССР.

### Республика БеларусьиСловацкая Республика
Дипломатические отношения между Республикой Беларусь и Словацкой Республикой установлены 14 января 1993 г. В 2000 г. консульство Словакии в Минске было преобразовано в Посольство Словацкой Республики. В 2002 году консульство Беларуси в г. Братиславе преобразовано в Посольство Республики Беларусь в Словацкой Республике. Отношения между Республикой Беларусь и Словацкой Республикой регулируются международными договорами, а также рядом двусторонних соглашений. Между государствами подписаны и вступили в силу 10 межправительственных и 10 межведомственных соглашений, а также более 15 других договоров.
Основной опорой словацко-белорусских культурных связей является Соглашение о сотрудничестве в области культуры и искусства, которое было заключено между Министерством культуры СР и Министерством культуры БР в 2005 г. в Минске. В настоящее время существует тесное сотрудничество между отдельными учреждениями культуры в области музыки, изобразительного искусства, литературы, а также интенсивное сотрудничество между музеями, галереями и библиотеками. Культурное сотрудничество между СР и БР так активно поддерживается не только словацкими и белорусскими министерствами культуры, но и дипломатическими представительствами в обеих странах.
К культурным отношениям можно также отнести выставку работ Оскара Марикса, белорусского театрального художника, автора белорусской сценографии словацкого происхождения в Братиславе в 1918 г. А также словацкой художницы Граус Рудавской «Прикосновение Словакии. Рисунок. Объект. Драгоценность» в Минске в 2016 г., и издание переводов стихотворений белорусского литератора и поэта Я. Купалы в 2017 г., а также издание публикаций белорусского автора Н. Труса о визите белорусского писателя на территории современной Словакии в 1935 г.
Почётным консулом Республики Беларусь в Словакии был белорусский бизнесмен Алексей Сычёв.
Во время протестов в Белоруссии, Словакия оказала поддержку белорусской оппозиции.

в Минске 4 ноября 2023 г. состоялись переговоры между Президентом Беларуси Александром Лукашенко и Премьер-министром Словакии Робертом Фицо
«Знаю позицию вашей страны в непростые для нас времена, когда было серьёзное недопонимание в Европе, какая Беларусь, какая у нас политика, как мы тут живем и работаем. Ваша страна доносила до руководства ЕС истинное положение в Беларуси»
- отметил Президент, акцентировав внимание на том, что Словакия сделала немало для того, чтобы у Беларуси с ЕС были нормализованы отношения.
Кроме того, Президент выразил готовность обсудить все важные для двустороннего сотрудничества вопросы и надежду на то, что визит словацкой делегации будет новой ступенью в развитии двусторонних отношений.
В свою очередь Роберт Фицо обратил внимание, что приехал в Минск как премьер-министр отдельного государства — Словакии и государства, которое председательствует в ЕС. Он cказал, что Словакия рассматривает Беларусь как дружественную страну, а нынешний визит словацкой делегации послужит новым импульсом в двустороннем сотрудничестве.
Роберт Фицо высказал много добрых слов о Беларуси, которая, по его мнению, отличается стабильным и динамичным развитием. Как отметил председатель правительства Словакии, Беларусь имеет очень конструктивную позицию касательно Восточного партнерства, поэтому важно знать мнение белорусской стороны по дальнейшему развитию этой инициативы.

1 января 2024 г. Белорусский лидер Александр Лукашенко от себя лично и от имени белорусского народа направил поздравление народу и руководству Словакии с национальным праздником — Днем образования Республики.
«Основанные на доверии традиционно дружественные контакты между Беларусью и Словакией долгие годы успешно развивались. Такие партнерские отношения содействовали процветанию наших государств и повышению благополучия населения», — отмечено в поздравлении.
Министерство иностранных дел Беларуси осудило покушение на премьер-министра Словакии Роберта Фицо. 
«Решительно осуждаем покушение на премьер-министра Словакии Роберта Фицо, актам нападения и насилия в отношении политиков и должностных лиц, какие бы цели они не преследовали, не место в 21-м веке»
, — говорится в сообщении внешнеполитического ведомства. В МИД также пожелали политику скорейшего восстановления и выздоровления.

## Дипломатические представительства
Посольство Словацкой республики в Республике Беларусь находится на ул. Володарского 6, Минск, Минская область. Послом Словакии в Белоруссии является Йозеф Мигаш.
Посольство Республики Беларусь в Словацкой республике находится на ул. Янчова 5, Братислава. Послом Белоруссии в Словакии по совместительству является Андрей Вадимович Дапкюнас.